# Ely Tacchella
Ely Tacchella (Neuchâtel, 25 mei 1936 - 2 augustus 2017) was een Zwitsers voetballer die speelde als verdediger.

## Carrière
Tacchella maakte zijn profdebuut voor Cantonal Neuchâtel en speelde er zes seizoenen. De volgende tien seizoenen speelde hij voor Lausanne-Sport waarmee hij één keer landskampioen werd in 1965 en twee keer de beker won in 1962 en 1964. Hij eindigde zijn carrière bij Neuchâtel Xamax dat net was opgericht uit Cantonal Neuchâtel en FC Xamax.
Hij speelde 42 interlands voor Zwitserland en speelde met zijn land op het WK 1962 in Chili en op het WK 1966 in Engeland.

## Erelijst
- Lausanne-Sport
  - Landskampioen: 1965
  - Zwitserse voetbalbeker: 1962, 1964